# Macrochaetus paggiensae
Macrochaetus paggiensae är en hjuldjursart som beskrevs av Koste 2000. Macrochaetus paggiensae ingår i släktet Macrochaetus och familjen Trichotriidae. Inga underarter finns listade i Catalogue of Life.